# Оцеп, Матвей Александрович
Матвей Александрович Оцеп (при рождении Мо́рдух Хо́нонович О́цеп; 1884, Москва — 30 ноября 1958, там же) — русский и советский адвокат, был защитником на крупных политических процессах 1910—1930-х годов.

## Биография
Родился в 1884 году в Москве в семье владельцев фабрики по производству зонтов Хонона Фальковича (Александра Филипповича) Оцепа и Баси (Бейли) Лейбовны Оцеп (в выпущенной в 1899 году справочной и адресной книге «Вся Москва на 1900 год» владелицей фабрики и квартиросъёмщицей указывается только мать, в 1904 году — как мать, так и отец). Семья жила в доме Вельтищевой в Брюсовском переулке, с 1898 года мать с детьми жила в квартире брата отца — Моисея Фальковича (Филипповича) Оцепа — в доме Романова (дом № 2) на Малой Бронной улице, к 1901 году — у свёкра в доме Вельтищевой на Большой Никитской улице. В 1904 году, когда родители жили уже раздельно, жил в одной квартире с отцом.
В 1903 году окончил реальное училище, служил вольноопределяющимся в армии. В 1904—1906 годах учился на медицинском факультете Лозаннского университета, в 1906—1910 годах — на юридическом факультете Московского университета, работал помощником присяжного поверенного в Москве. 
В качестве защитника принимал участие в известных политических процессах, в том числе толстовцев, отказывавшихся от выполнения воинской повинности по религиозным убеждениям, по делу о побеге заключённых из Бутырской тюрьмы (1913), по делу Бунда. После революционных событий 1917 года был защитником на крупных политических процессах советского времени: над провокатором Р. В. Малиновским (1918), Шахтинском деле (1928), деле Промпартии (1930), деле треста «Фосфорит» (закончилось оправданием группы обвинявшихся инженеров), руководителей и участников польского подполья в тылу Красной Армии — в Белоруссии, на Украине, в Литве и Польше (1945). 
С начала работы в адвокатуре разрабатывал научный метод защиты в противовес «художественной литературе», определяя его как «метод скрупулёзного изучения фактических обстоятельств дела и личности преступника». Был известен как лектор и судебный оратор.

## Семья
- Брат — Фёдор Александрович Оцеп, кинорежиссёр и сценарист.
- Брат — Семён Александрович Оцеп (1886—1957)[9], учёный в области вентиляционной, климатической и отопительной техники, в годы НЭПа был владельцем фабрики «Свет» в Лебяжьем переулке в Москве, кандидат технических наук (по теме «Вентиляция в цехах глубокой печати»), автор монографий[10].
- Сестра — Лия Александровна (Хононовна) Алейникова (Оцеп-Алейникова, 1887—1948)[11], была замужем за организатором кинопроизводства Моисеем Алейниковым.
- Сестра — Вера Александровна Райзман (в девичестве Оцеп), замужем за Яковом Ильичем Райзманом, портным.
  - Племянник — Юлий Яковлевич Райзман, советский кинорежиссёр, сценарист, педагог.
- Дядя —  Вульф Фалькович (Владимир Филиппович) Оцеп, торговец дровами, затем — капельмейстер театра «Эрмитаж».
- Дядя —  Моисей Фалькович (Филиппович) Оцеп, занимался производством зонтиков.